# 建西县

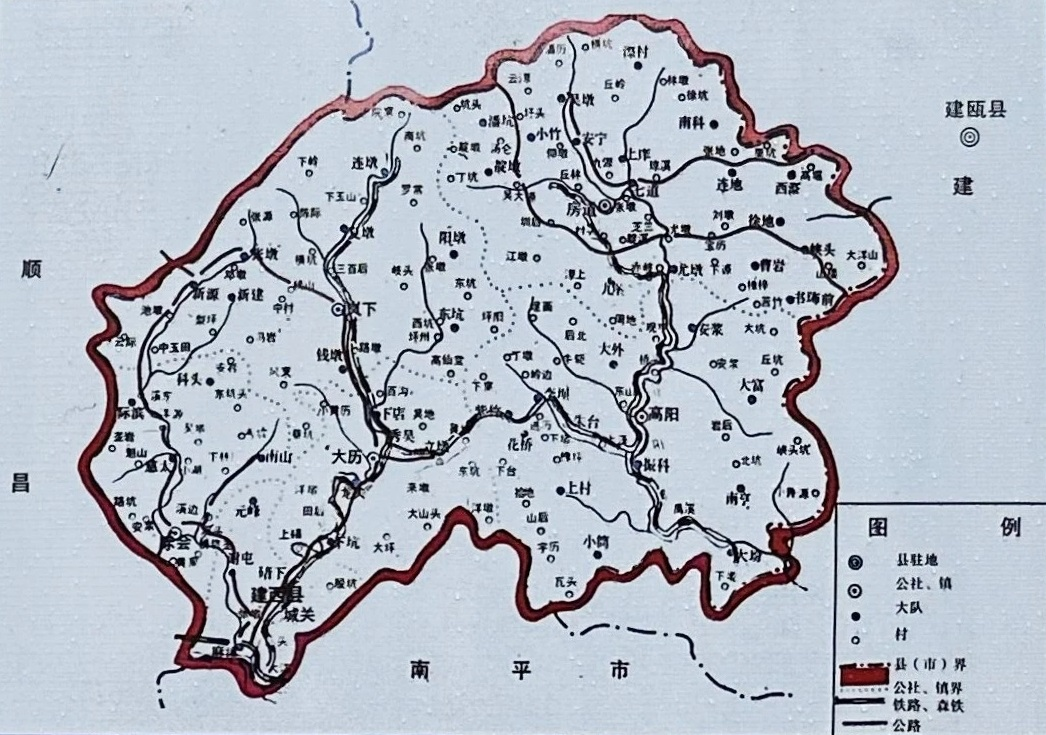
建西县行政区划图（1969年）

建西县（1964年7月—1970年7月1日）是中国福建省历史上的一个县级行政区划，位于现南平市建瓯市、延平区、顺昌县交界。
1958年，设立建西林区，为南方首个大规模木材生产基地。1964年7月，正式设立建西县，县政府设在城关公社大埠岭（今顺昌县建西镇）。建西县下辖城关、洋源、大历口、岚下、高阳、房道6个公社，共计54个大队。
1970年7月1日，建西县正式撤销，并入顺昌县。1977年，设建西镇。
建西县有一条建西森林铁路，轨距762mm，由鹰厦铁路（标准轨）建西站接入，连接大历、高阳、房道等公社。现已拆除，路基被用于建设顺昌经大历高阳至建瓯的公路（今528国道）。2024年，建西森林铁路“大埠岭—幸福里”段作为旅游线路恢复。